# Francis Buchanan White
Francis Buchanan White (Perth, 20 marzo 1842 – Perth, 3 dicembre 1894) è stato un botanico ed entomologo scozzese.
Tra il 1873 e il 1876 prese parte alla spedizione oceanografica dell'H.M.S. Challenger descrivendo 6 nuove specie di Halobates (Rhynchota, Gerridae).

## Opere
- Fauna Perthensis, Lepidoptera (1871)
- Report on Pelagic Hemiptera collected by H.M.S. Challenger (1883)
- The Flora of Perthshire (1898)